# John Butler (17e comte d'Ormonde)
Pour les articles homonymes, voir John Butler (homonymie) et Butler.
John Butler, 17e comte d'Ormonde, 10e comte d'Ossory (1740-1795) est un pair irlandais et député. Il représente Gowran entre 1776 et 1783, et Kilkenny City entre 1783 et 1792. En 1791, son droit à la pairie est reconnu à la Chambre des lords irlandaise.

## Naissance et origines
John est né le 10 décembre 1740 à Garryricken. Il est l'un des 4 enfants et le seul fils de Walter Butler et de sa femme Ellen Morres. Son père est le 16 comte de jure d'Ormond. Sa famille, la dynastie des Butler, est d'origine vieille anglaise et descend de Theobald Walter, qui est nommé majordome en chef d'Irlande par le roi Henri II en 1177. La mère de John est une fille de Nicholas Morres de la cour, comté de Dublin, petite-fille de John Morres, 7e baronnet Morres de Knockagh .

## Mariage
Le 16 décembre 1764, il se conforme à l'Église d'Irlande établie lors d'une cérémonie célébrée dans l'église de Golden, dans le comté de Tipperary  devenant ainsi protestant.
En février 1769, il épouse Anne Elizabeth Wandesford, également connue sous le nom de Frances Susan Elizabeth . Elle est une riche héritière étant le seul enfant survivant de John Wandesford le 1er comte Wandesford et 5e vicomte Castlecomer et sa femme Agnes Southwell. Les Wandesford sont protestants et ont soutenu le prince d'Orange pendant la guerre Williamite en Irlande. Ils possèdent des terres et des mines de charbon autour de Castlecomer dans le nord du comté de Kilkenny. La mère d'Anne appartient à une branche cadette de la famille du vicomte Southwell. À la mort du comte de Wandesford en 1784, ses titres s'éteignent, mais ses biens passent à John Butler .
John et Anne ont cinq enfants :
1. Walter Butler (1er marquis d'Ormonde) (1770-1820), fait marquis dans la pairie d'Irlande [11]
2. James (1777-1838), qui devient également le 1er marquis d'Ormonde mais dans la pairie d'Irlande
3. Charles Harward (1781-1860), qui épouse d'abord Sarah Butler, fille de Henry Butler (2e comte de Carrick) et, se remarie, Lucy French, fille d'Arthur French
4. Eleanor (morte en 1859), qui épouse Cornelius O'Callaghan, 1er vicomte Lismore (1775-1857) en 1808
5. Elizabeth (morte en 1822), qui épouse Thomas Kavanagh (1767-1837), The MacMorrough, en 1799

## Héritages
En 1783, son père meurt au château de Kilkenny. John hérite de Kilkenny et des terres, notamment celles que son père a héritées de John Butler of Kilcash, le 15e comte de jure d'Ormond, en 1766 . En 1784 son beau-père, le comte de Wandesford meurt. Ses titres s'éteignent, mais John hérite de la terre et des mines de charbon .
En 1791, il revendique le titre de comte d'Ormond, qui a disparu en 1715. La Chambre des lords irlandaise accepte cette demande et il est rétabli pour devenir le 17e comte d'Ormonde .
Il est mort le 25 ou le 30 décembre 1795 au château de Kilkenny et est enterré à Kilcash . Sa veuve est décédée à Dublin en 1830. Son fils Walter lui succède, qui est nommé marquis en 1816.

### Sources
- John Burke et John Bernard Burke, A Genealogical and Heraldic History of the Extinct and Dormant Baronetcies of England, Ireland and Scotland, London, Scott, Webster and Geary, 1838 (OCLC 810767722, lire en ligne) (for Wandesford)
- Bernard Burke, A Genealogical and Heraldic Dictionary of the Peerage and Baronetage of the British Empire, London, Burke's Peerage Ltd., 1949 (lire en ligne)
- Rev William Carrigan, The History and Antiquities of the Diocese of Ossory, vol. 4, Dublin, Sealy Bryers & Walker, 1905 (OCLC 29384778, lire en ligne)
- George Edward Cokayne, Complete Peerage of England, Scotland, Ireland, Great Britain and the United Kingdom, Extant, Extinct, or Dormant, vol. 6, London, George Bell and Sons, 1895 (OCLC 1180818801, lire en ligne) – N to R (for Ormonde)
- John Debrett, Peerage of the United Kingdom of Great Britain and Ireland, vol. 2, London, F. C. and J. Rivington, 1828 (OCLC 54499602, lire en ligne) – Scotland and Ireland (for his marriage)
- John Debrett, Debrett's Complete Peerage of the United Kingdom of Great Britain and Ireland, London, F. C. and J. Rivington, 1838 (OCLC 315551200, lire en ligne)
- Patrick Theobald Tower Butler, Baron Dunboyne, Butler Family History, Kilkenny, Rothe House, 1968 (lire en ligne)
- Handbook of British Chronology, London, 3rd, coll. « Royal Historical Society Guides and Handbooks, No. 2 », 1986 (ISBN 0-86193-106-8, lire en ligne) (for timeline)
- John Lodge, The Peerage of Ireland or, A Genealogical History of the Present Nobility of that Kingdom, vol. 4, Dublin, James Moore, 1789 (OCLC 264906028, lire en ligne) – Viscounts (for Butler, Viscount Mountgarret)